# Hafen Straubing-Sand
Der Hafen Straubing-Sand ist ein 1996 eröffneter Frachthafen im Industriepark Straubing-Sand an der Donau.

## Lage und Infrastruktur
Der Hafen liegt bei Donau-Kilometer 2312,3 rechts und besteht aus einem Hafenbecken mit 700 m Länge und 90 m Breite und einem 120 m Wendebecken. Er ist Bestandteil des Industrieparks Straubing-Sand und wird von der Hafen Straubing-Sand GmbH betrieben. Entlang der beiden Umschlagufer haben sich transportintensive Unternehmen angesiedelt.
Die Umschlaguferlänge des südlichen Kais beträgt 625 m, der Nordkai ist 390 m lang. Dort stehen drei Hafenkräne zur Verfügung, die die jeweiligen zweifachen Ladegleise am Südkai und am Nordkai überspannen. Der Gleisanschluss ist über die Ausweichanschlussstelle Sand (Niederbay) Hafen an der Bahnstrecke Straubing–Miltach mit dem restlichen Schienennetz verbunden. Stirnseitig existiert eine RoRo-Rampe zur Verladung von Fahrzeugen (Breite: 23,6 m) und an der Westseite des Südkais eine Schwerlastplatte in den Dimensionen Länge 60 m und Breite 17,5 m.
Zur Erschließung des Hafens und des Industrieparks mittels Schienenpersonennahverkehr, wurde an der Bahnstrecke Straubing–Miltach der Haltepunkt Straubing-Hafen erbaut. Obwohl der Haltepunkt bereits im Oktober 2023 fertiggestellt wurde, konnte er aufgrund notwendiger Arbeiten an Gleisübergängen, die erst im Frühjahr 2024 erfolgen konnten, erst im Juni 2024 in Betrieb genommen werden.

## Statistiken
(Quelle: )
Güterumschlag nach Verkehrsträgern
in tausend Tonnen
| Jahr | Schiff | Bahn | LKW   | Gesamt |
| ---- | ------ | ---- | ----- | ------ |
| 2006 | 275    | 157  | 1.845 | 2.277  |
| 2007 | 282    | 135  | 2.138 | 2.555  |
| 2008 | 428    | 229  | 2.864 | 3.521  |
| 2009 | 493    | 253  | 2.465 | 3.211  |
| 2010 | 609    | 305  | 2.750 | 3.664  |
| 2011 | 637    | 343  | 2.754 | 3.734  |
| 2012 | 472    | 270  | 2719  | 3.461  |
| 2013 | 486    | 256  | 2.674 | 3.416  |
| 2014 | 655    | 359  | 2.641 | 3.655  |
| 2015 | 539    | 322  | 2.910 | 3.771  |
| 2016 | 621    | 300  | 2.733 | 3.654  |
| 2017 | 795    | 338  | 2.876 | 4.009  |
| 2018 | 430    | 338  | 2.856 | 3.624  |
| 2019 | 660    | 370  | 3.027 | 4.057  |
| 2020 | 667    | 347  | 3.197 | 4.211  |
| 2021 | 663    | 362  | 3.227 | 4.252  |
| 2022 | 552    | 393  | 3.207 | 4.152  |

Schiffsgüterverkehr nach Güterabteilung 2022
| Güterabteilung | Güter                                                 | Empfang   | Versand   | Gesamt    | Anteil |
| -------------- | ----------------------------------------------------- | --------- | --------- | --------- | ------ |
| 01             | Landwirtschaftliche und verwandte Erzeugnisse         | 241.047 t | 35.450 t  | 276.497 t | 50,1 % |
| 03             | Erze, Steine und Erden, sonstige Bergbauerzeugnisse   | 10.440 t  | 2.491 t   | 12.931 t  | 2,3 %  |
| 04             | Nahrungs- und Genussmittel                            | 25.741 t  | 197.103 t | 222.844 t | 40,5 % |
| 07             | Kokerei- und Mineralölerzeugnisse                     | 592 t     |           | 592 t     | 0,1 %  |
| 08             | Chemische Erzeugnisse                                 | 37.262 t  |           | 37.262 t  | 6,8 %  |
| 09             | Sonstige Mineralerzeugnisse (Glas, Zement, Gips etc.) |           | 718 t     | 718 t     | 0,1 %  |
| 10             | Metall und Metallerzeugnisse                          | 389 t     | 350 t     | 739 t     | 0,1 %  |
| insgesamt      |                                                       | 315.471 t | 236.112 t | 551.583 t | 100 %  |

Verteilung des Multimodalen Verkehrs 2022
- Schiff: 13,3 %
- Bahn 9,5 %
- LKW: 77,2 %